# 野猿のビデオクリップと歴史 ザ・グレイテスト・ヒッツ
『野猿のビデオクリップと歴史 ザ・グレイテスト・ヒッツ』（やえんのビデオクリップとれきし ザ・グレイテスト・ヒッツ）は、野猿のビデオ・クリップ集。

## 概要
フジテレビ系『とんねるずのみなさんのおかげでした』内で放送されたお宝映像を含むビデオクリップ集。
「野猿」の結成、デビュー決定、メンバー入れ替え総選挙、完全撤収まで、テレビ放映分などを編集し、全ビデオクリップを交えて振り返る。
全体のナレーションは木梨憲武。一部を平山晃哉。

## 収録曲
1. Get down
2. 叫び
3. SNOW BLIND
4. Be cool!
5. Selfish
6. 夜空を待ちながら
7. First impression
8. Chicken guys
9. 太陽の化石
10. star
11. Fish Fight!